# Fontaine Siegfried
49° 37′ 47″ N, 8° 21′ 41″ E

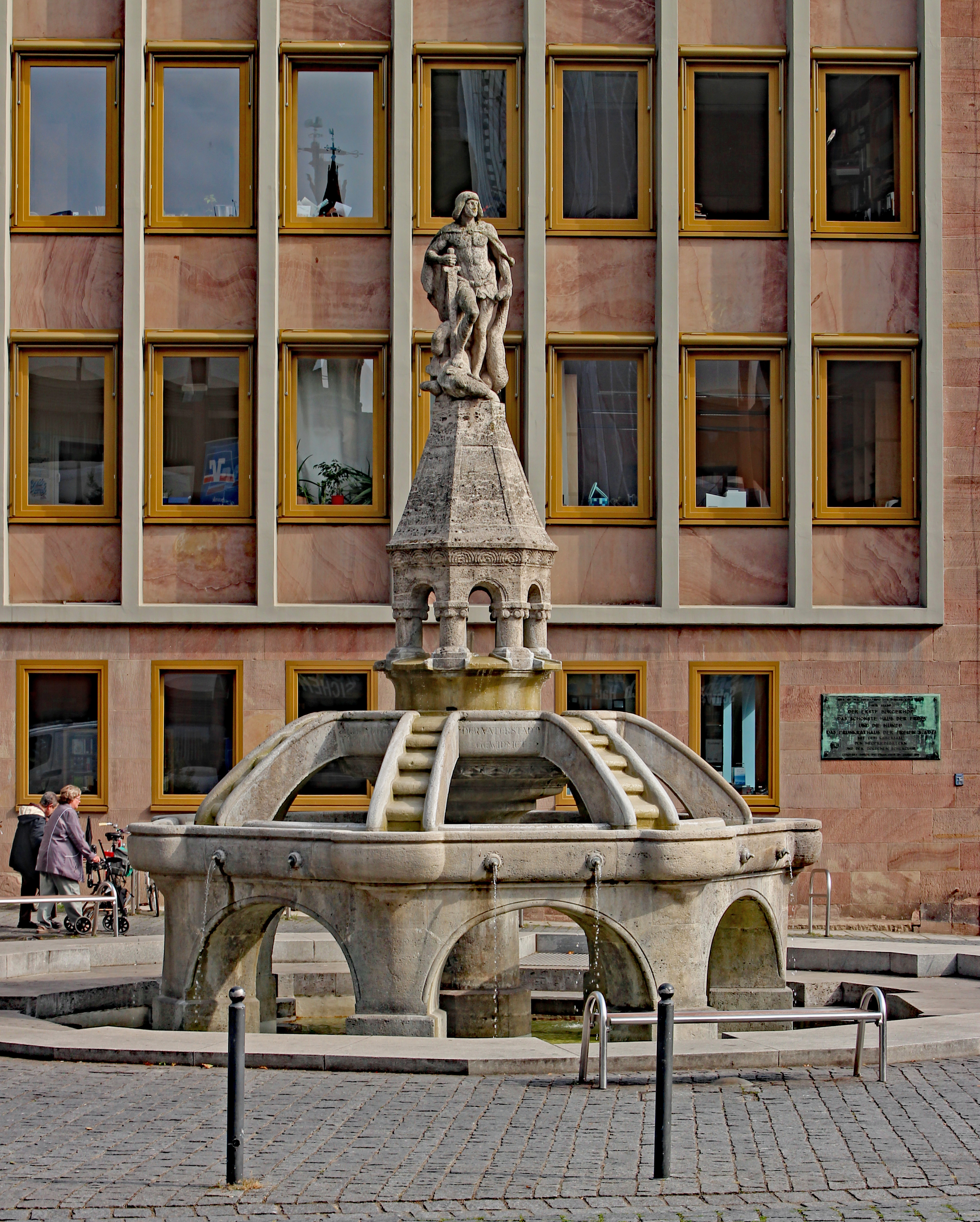
La fontaine Siegfried à Worms sur la place du marché en face de la bibliothèque municipale

Le fontaine Siegfried (en allemand : Siegfriedbrunnen) est une fontaine classée de la ville de Worms en Rhénanie-Palatinat. Il rappelle Siegfried le chasseur du dragon, l’un des personnages principaux de la légende des Nibelungen.

## Situation
La fontaine Siegfried se trouve devant la Haus zur Münze, la bibliothèque municipale, à environ 100 mètres au sud-ouest de la mairie et presque immédiatement à côté de l'église de la Trinité (de), à l'intersection de la Hagenstraße (de) et du Marktplatz (de).

## Histoire
La première idée de construire une fontaine associée à la légende des Nibelungen au sud de l'église de la Trinité et de l'appeler la fontaine des Nibelungen (en allemand : Nibelungenbrunnen) est venue de l'industriel et mécène de Worms Cornelius Wilhelm Heyl en 1895. L'architecte Karl Hofmann, né à Herborn et qui travaillait à l'époque à Worms, a repris cette suggestion et a développé un projet qui n'a cependant pas été accepté par le conseil municipal.
La fontaine a été créée sous sa forme actuelle en 1913 par le sculpteur de Munich Adolf von Hildebrand. Les moyens financiers pour la fontaine construite en calcaire coquillier ont été donnés par le baron Heyl zu Herrnsheim (de) et sa femme Sophie.
La fontaine terminée n'a été installée qu'en 1921 devant le Cornelianum en raison de l'agitation de la Première Guerre mondiale. Le Cornelianum a été endommagé pendant la Seconde Guerre mondiale, enlevé plus tard complètement et remplacé par la Haus zur Münze. La fontaine Siegfried restait à son emplacement.

## Description
Il s'agit d'un bâtiment de dôme heptagonal et au plus haut point se trouve Siegfried le tueur du Dragon avec son épée. En même temps le Hagendenkmal (en français : « monument de Hagen ») est créé; il se trouve aujourd'hui au bord du Rhin. La fontaine contient des éléments de l'art roman. La fontaine est considérée comme un monument culturel et est protégée en fonction de la Loi pour la protection des monuments de la Rhénanie-Palatinat,.